# Umbilicaria zahlbruckneri
Umbilicaria zahlbruckneri är en lavart som beskrevs av Frey. Umbilicaria zahlbruckneri ingår i släktet Umbilicaria och familjen Umbilicariaceae.   Inga underarter finns listade i Catalogue of Life.